# Hamun-e Džaz-Murijan
Hamun-e Džaz-Murijan (perz. هامون جازموریان) je slano jezero na jugoistoku Irana, podijeljeno između Kermanske i Sistansko-beludžistanske pokrajine. Jezero ima površinu od 2800 km², dubinu do 2,0 m i zapremninu od 2,8 km³, no navedene vrijednosti mogu bitno oscilirati ovisno o godišnjem dobu ili sušama zbog kojih ponekad potpuno presuši. Vodom se napaja prvenstveno pomoću rijeka Halil i Bampur, te niza manjih pritoka. Prosječna nadmorska visina površine jezera jest 367 m. U širem smislu Džaz-Murijan podrazumijeva i depresiju odnosno jedan od osam unutrašnjih sljevova zemlje.

## Zemljopis
Jezero Hamun-e Džaz-Murijan nalazi se na zapadnom dijelu istoimene geološke depresije i proteže se duljinom od 70 km u smjeru sjever-jug, dok mu se poprečna širina kreće do 40 km. Njegove obalne granice teško su odredive zbog promjenjivog vodostaja odnosno blagog nagiba terena i uglavnom su močvarnog karaktera. Najmanja nadmorska visina jezerskog dna iznosi 365 m čime zajedno s Kaspijskim jezerom i Dašt-e Lutom spada u najniže depresije iranske unutrašnjosti. Depresija je određena Šah-Saravanom (odvojak Srednjoiranskog gorja) na sjeveru, Istočnoiranskim gorjem na istoku, Bašakerdom na jugu, te nizom manjih planina na zapadu. Prostrana ravan sastoji se od pliocensko-holocenskog aluvija nanošenog tekućicama, dok se na rubnim dijelovima pojavljuju izraženi stratigrafski kontrasti. Prema Makranu na jugu prevladava obojeni melanž, mješavina sedimentnih i magmatskih stijena iz perioda krede. Na sjeveru prema Dašt-e Lutu javljaju se permski vapnenac promjenjive debljine i eocenske magmatske stijene s jastucima lave u flišu. Prema zapadu prevladavaju jurski pješčenjaci s obiljem amonita, a u okolici Rudbara javlja se i zona od nekoliko četvornih kilometara s rogovačom i epidotnim škriljcem koji se prožimaju s filitima i grubo kristaliziranim mramorom. Na istoku se uglavnom pojavljuju sedimenti fliša i molase oblikovani od krede nadalje.
Depresija Džaz-Murijana naseljena je još od prapovijesti o čemu svjedoče arheološka nalazišta pokraj gradića Bampura. Također, nedavno otkrivena Džiroftska kultura na gornjem toku Halila ukazuje da se interakcija dva povijesna naselja odvijala upravo preko Džaz-Murijana. Danas su jezero i okolna despresija vrlo slabo naseljeni i manje ruralne zajednice pojavljuju se uglavnom uz padine okolnih planina koje obiluju vodom, a intenzivna je upotreba kanata i bunara. Poljodjelstvo se pretežito javlja na istočnim dijelovima uz rijeku Bampur, osobito u okolici grada Iranšahera. Zbog opasnosti od sezonskih poplava na gornjim tokovima rijeka izgrađeno je više manjih brana. Poljoprivredne kulture koje uspjevaju na području Džaz-Murijana uključuju datulju, pšenicu, ječam, sirak i proso. Tijekom 1960-ih godina pokušano je s planskim uzgojem pamuka, ali bez većih uspjeha. Za lokalno gospodarstvo važna je i proizvodnja voća poput citrusa. Od domaćih životinja uzgaja se zebu, ovca, koza i deva, no stočarstvo je relativno nerazvijeno u odnosu na područja sličnih karakteristika poput Sistana. Iako sjeverozapad Džaz-Murijana zbog pogodne topografije, bogatstva vodom i plodnog tla pruža velik potencijal za gospodarski razvoj, nije iskorišten zbog velike zemljopisne udaljenosti u odnosu na iranske gradove.

## Hidrologija
| Hamun-e Džaz-Murijan između Gedrozije i Arahozije na isječku zemljovida Imperia Persarum et Macedonum (H. Kiepert, 1903.) |  | Hamun-e Džaz-Murijan između Gedrozije i Arahozije na isječku zemljovida Imperia Persarum et Macedonum (H. Kiepert, 1903.) |
| Hamun-e Džaz-Murijan između Gedrozije i Arahozije na isječku zemljovida Imperia Persarum et Macedonum (H. Kiepert, 1903.) |  | Satelitska fotografija jugoistočnog Irana s Hamun-e Džaz-Murijanom, Makranom i Hormuškim tjesnacom u prvom planu          |

Džaz-Murijan geomorfološki podrazumijeva depresiju koja se proteže približno 300 km u smjeru istok-zapad odnosno širinom od 70-ak km, dok su najširem smislu predstavlja jedan od osam iranskih unutrašnjih sljevova čija površina iznosi oko 70.000 km². Njegove razvodnice određene su vrhovima planina: Srednjoiransko gorje na sjeveru dijeli ga od sljevova Dašt-e Kavira i Dašt-e Luta, Dohtar na zapadu od porječja Zajande-Ruda, makranski Bašakerd na jugu od Perzijskog i Omanskog zaljeva, te Birkom na istoku od Hamun-e Maškela. Područjem Džaz-Murijana prevladava vruća stepska klima (BSh), a količina padalina zanemariva je i iznosi ispod 250 mm. Dvije najveće i najvodonosnije rijeke koje Džaz-Murijan opskrbljuju vodom su Halil na istoku i Bampur na zapadu, dok sporedni utjecaj ima i niz manjih pritoka koji se slijevaju s okolnih gorja. Oni se mogu podijeliti na Rigan, Zoltarnat, Čil-Karki, Govos, Mašhad-Muhamed i Handak na sjeveru, te Zohan, Abnama, Remešk, Kunbar, Golnabat i Čarzi na jugu. Unutrašnje delte bez oticanja rasprostranjen su fenomen na ovim prostorima, osobito tijekom niskog vodostaja jezera. Za vrijeme ljeta, jezero i većina manjih pritoka u potpunosti presušuju.

## Flora i fauna
| Uromastyx asmussi |  | Uromastyx asmussi |
| Uromastyx asmussi |  | Cursorius cursor  |

Flora Džaz-Murijana močvarnog je karaktera, a rasprostranjene vrste biljaka u široj okolici su razni sukulenti i halofiti. Fauna depresije nije u potpunosti istražena, no poznato je na desetke vrsta gmazova i ptica. Gmazovi uključuju vrste Agama agilis, Agama nupta, Cyrtodactylus agamuroides, Cyrtodactylus kirmanensis, Cyrtodactylus longipes, Cyrtodactylus zarudnyi, Phrynocephalus maculatus, Phrynocephalus scutellatus, Stenodactylus lumsdeni, Uromastyx asmussi, Bunopus tuberculatus, Teratoscincus scincus, Acanthodactylus cantoris blanfordi, Acanthodactylus micropholis, Ablepharus grayanus, Eumeces schneideri zarudnyi, Ophiomorus brevipes, Teratoscincus bedriagai, Teratoscincus microlepis, Tropiocolotes persicus persicus, Varanus bengalensis, Varanus griseus, te endemski Cyrtodactylus brevipes i Ophiomorus streeti. Stanište Džaz-Murijana dijeli slične karakteristike s Dašt-e Kavirom i Dašt-e Lutom zbog čega ih posjećuju i iste vrste ptica: Chlamydotis undulata, Cursorius cursor, Pterocles senegallus, Pterocles coronatus, Ammomanes deserti, Ammomanes cincturus, Alaemon alaudipes, Sylvia nana, Sylvia nana, Oenanthe deserti, Oenanthe monacha, Rhodopechys githaginea, te endemski Podoces pleskei. U samom jezeru je zabilježena samo jedna vrsta ribe − Cyprinion watsoni iz porodice šarana (Cyprinidae), a njeno stanište su područja nižeg saliniteta poput istočnih ušća jezerskih pritoka.

## Poveznice
- Zemljopis Irana
- Popis iranskih jezera